# BRIT Awards 2021
Die BRIT Awards 2021 wurden am 11. Mai 2021 im The O2 in London verliehen. Die ursprünglich für den Februar 2021 angesetzte Verleihung wurde aufgrund der COVID-19-Pandemie verschoben. Es war die erste Indoor-Großveranstaltung mit Livemusik, die seit über einem Jahr im Vereinigten Königreich stattfand. Bei der Veranstaltung, die im Rahmen eines COVID-19-Testprogramms ohne Masken und ohne soziale Distanzierung durchgeführt worden ist, waren ca. 2.500 Zuschauer aus systemrelevanten Berufen sowie 1.500 Musiker und deren Angehörigen anwesend. Alle Besucher mussten einen negativen COVID-19-PCR-Test vorlegen.
Die Verleihung wurde das vierte Mal in Folge von Jack Whitehall moderiert und am 11. Mai 2021 von 21:00 bis 23:15 (MESZ) live auf ITV ausgestrahlt und in einem YouTube-Livestream übertragen.

## Auftritte
| Künstler                       | Lied                                                                                               |
| ------------------------------ | -------------------------------------------------------------------------------------------------- |
| Coldplay                       | Higher Power                                                                                       |
| Dua Lipa                       | Medley: - Love Again - Physical - Pretty Please - Hallucinate - Don’t Start Now - Future Nostalgia |
| Olivia Rodrigo                 | Drivers License                                                                                    |
| Arlo Parks                     | Hope                                                                                               |
| Elton John                     | It’s a Sin                                                                                         |
| Olly Alexander                 | It’s a Sin                                                                                         |
| The Weeknd                     | Save Your Tears                                                                                    |
| Griff                          | Black Hole                                                                                         |
| Headie One                     | Ain’t It Different Princess Cuts                                                                   |
| AJ Tracey                      | Ain’t It Different Princess Cuts                                                                   |
| Young T & Bugsey               | Ain’t It Different Princess Cuts                                                                   |
| Rag ’n’ Bone Man               | Anywhere Away from Here                                                                            |
| P!nk                           | Anywhere Away from Here                                                                            |
| Lewisham & Greenwich NHS Choir | Anywhere Away from Here                                                                            |

## Gewinner und Nominierte
Die Nominierungen für den Rising Star Award wurden am 11. März 2021 und am 19. März 2021 die Gewinnerin bekannt gegeben.
Der Global Icon Award wurde „in Anerkennung ihres immensen Einflusses auf die Musik auf der ganzen Welt und ihres unglaublichen Repertoires und ihrer bisherigen Erfolge“ an die US-amerikanische Sängerin Taylor Swift verliehen. Sie ist damit gleichzeitig die erste weibliche und die erste nicht-britische Gewinnerin in dieser Kategorie.
| British Single of the Year (präsentiert von Boy George) | British Album of the Year (präsentiert von Lewis Capaldi)                                                                                                   |
| --- | --- |
| - Harry Styles – Watermelon Sugar - 220 Kid & GRACEY – Don’t Need Love - Aitch & AJ Tracey feat. Tay Keith – Rain - Dua Lipa – Physical - Headie One feat. AJ Tracey and Stormzy – Ain’t It Different - Joel Corry feat. MNEK – Head & Heart - Nathan Dawe feat. KSI – Lighter - Regard & RAYE – Secrets - S1MBA feat. DTG – Rover - Young T & Bugsey feat. Headie One – Don’t Rush | - Dua Lipa – Future Nostalgia - Arlo Parks – Collapsed in Sunbeams - Celeste – Not Your Muse - J Hus – Big Conspiracy - Jessie Ware – What’s Your Pleasure? |
| British Male Solo Artist (präsentiert von Kurupt FM) | British Female Solo Artist (präsentiert von Mabel und MNEK)                                                                                                 |
| - J Hus - AJ Tracey - Headie One - Joel Corry - Yungblud | - Dua Lipa - Arlo Parks - Celeste - Jessie Ware - Lianne La Havas                                                                                           |
| International Male Solo Artist (präsentiert von Michelle Obama) | International Female Solo Artist (präsentiert von Annie Mac)                                                                                                |
| - The Weeknd - Bruce Springsteen - Burna Boy - Childish Gambino - Tame Impala | - Billie Eilish - Ariana Grande - Cardi B - Miley Cyrus - Taylor Swift                                                                                      |
| Breakthrough Artist (präsentiert von Clara Amfo und Maya Jama) | British Group (präsentiert von Adam Lambert und Olly Murs)                                                                                                  |
| - Arlo Parks - Bicep - Celeste - Joel Corry - Young T & Bugsey | - Little Mix - Bicep - Biffy Clyro - The 1975 - Young T & Bugsey                                                                                            |
| International Group (präsentiert von Billy Porter) | Rising Star Award |
| - HAIM - BTS - Fontaines D. C. - Foo Fighters - Run the Jewels | - Griff - Pa Salieu - Rina Sawayama |
| Global Icon Award | |
| - Taylor Swift | |